# The Rumble in the Jungle
The Rumble in The Jungle ("La rissa nella giungla") è stato uno storico incontro di pugilato, disputato il 30 ottobre 1974, allo Stade Tata Raphaël di Kinshasa nello Zaire (oggi Repubblica Democratica del Congo).
Vide contrapposti l'allora campione del mondo dei pesi massimi George Foreman contro il precedente campione Muhammad Ali: Ali cercava di riottenere il titolo dei pesi massimi, diventando così il secondo a riuscire nell'impresa dopo Floyd Patterson.
Tale incontro viene considerato uno dei match più celebri, se non il più importante, nella storia della boxe, poiché segnò la riconquista del titolo dei pesi massimi da parte di Ali contro un altro famoso campione. Al match assistettero 60mila spettatori, mentre fu visto da più di un miliardo di persone sintonizzate in diretta televisiva (all'epoca corrispondente a un quarto della popolazione mondiale) rendendolo la trasmissione live televisiva più vista della storia fino a quel momento. L'incontro viene ancora oggi trasmesso sui canali sportivi satellitari.
Il promoter dell'evento: Don King, riuscì a far firmare ad Ali e Foreman due contratti separati, promettendo di mettere in palio un premio di cinque milioni di dollari: ma, nonostante la promessa, King non possedeva ancora quella cifra, per cui dovette cercarsi un grande sponsor. Il presidente dello Zaire Mobutu Sese Seko volle ospitare l'incontro nella sua nazione, attratto dalla notorietà che avrebbe dato a sé e al suo Paese.

## Storia

### Preparazione dell'incontro
Muhammad Ali aveva vinto il titolo dei pesi massimi nel 1964 contro Sonny Liston, lo aveva poi difeso per 9 volte fino al marzo 1967 quando poco dopo venne sospeso dalla pratica del pugilato. Dovette scontare tre anni e mezzo di squalifica, a causa del suo rifiuto di arruolarsi nell'esercito e per le sue posizioni di critica verso la Guerra del Vietnam. Nel 1970 poté tornare alla boxe e dopo 2 match vinti venne sconfitto da Joe Frazier l'8 marzo 1971 nello "Scontro del Secolo" al Madison Square Garden.
Ali, già figura molto nota negli Stati Uniti d'America, divenne una figura globale all'inizio degli anni '70, conosciuto in tutto il pianeta. Nel 1972 e 1973 Ali combatté diversi incontri negli Stati Uniti e internazionalmente, come in Svizzera, Giappone, Canada, Irlanda e Indonesia. Ovunque Ali si recava diveniva una figura polarizzante, costantemente al centro dell'attenzione mediatica. Tra questi incontri ci fu anche la sconfitta subita contro Ken Norton il 31 marzo 1973, le capacità oratorie e mediatiche di Ali erano al suo apice ma molti dubbi persistevano sulle sue capacità, secondo alcuni era ormai quasi finito pugilisticamente.
Foreman invece a soli 25 anni veniva da 40 vittorie in fila tra cui 37 KO e sembrava inarrestabile, aveva battuto Frazier in pochi minuti nel gennaio 1973 strappandogli il titolo e Ken Norton devastandolo in soli due round (Norton aveva fratturato la mascella di Ali nel loro incontro), questo rafforzava la tesi secondo la quale Ali non aveva nessuna chance contro Foreman, anche se l'ex campione aveva poi vendicato le sue sconfitte contro Norton e nel 1974 contro Frazier in due incontri però meno spettacolari. 
Una volta atterrato nello Zaire, tuttavia, Ali aveva incantato il paese con il suo fascino e la sua spavalderia mentre si mescolava al pubblico. Il burbero di buon cuore Foreman, invece, rimase in disparte. Era infelice nello Zaire, in parte a causa dell'assenza di cheeseburger secondo la sua autobiografia, By George. L'umore di Foreman si è ulteriormente inasprito quando si tagliò sopra l'occhio durante una sessione di sparring, costringendo a un ritardo di sei settimane nella data prevista per il combattimento del 25 settembre. Temendo che Foreman non sarebbe mai tornato, Mobutu si rifiutò di fargli lasciare il paese per cure. Di conseguenza i due pugili passarono l'estate del 1974 ad allenarsi nello Zaire, abituando i loro corpi al calore e al clima tropicale della nazione africana.
Il loquace Ali, nel frattempo, continuava a puntare la sua implacabile manichetta contro Foreman. Guidando gruppi di ragazzi che correvano accanto a lui durante gli allenamenti cantando "Ali, bomaye!". "If you think the world was surprised when Nixon resigned, wait till i kick Foreman's behind".
Foreman era quindi dato dai bookmaker per superfavorito: la sua vittoria veniva data fino a tre volte più probabile della sconfitta. Lo stesso Alì, all'epoca trentaduenne, non sembrava in grado di resistere alla potenza di Foreman. I colpi veloci di Ali non sembravano pericolosi per un pugile di grande massa e forza come Foreman, che era anche di sette anni più giovane. Il campione texano era considerato come il pugile fisicamente più forte mai esistito.

### L'incontro
(Gli spettatori di Kinshasa durante l'incontro)
L'incontro cominciò alle 4 di mattina ora di Kinshasa, per poter essere trasmesso in diretta televisiva al pubblico americano nella fascia serale (del giorno prima). La trasmissione era commentata da Bob Sheridan, mentre David Frost conduceva le interviste da bordo ring. All'incontro erano presenti numerosi divi del cinema e campioni di boxe, tra cui Ken Norton e Joe Frazier.
Ali cominciò subito al primo round ad attaccare Foreman. Questa strategia era insolita per Ali, che era noto più per la velocità e la tecnica che per la potenza. Lo scontro ravvicinato avrebbe favorito la forza bruta di Foreman, che poteva contare su un potentissimo haymaker in grado di stendere qualsiasi avversario.
Ali sfruttò il suo diretto rapido di destro, colpendo velocemente senza proteggersi con la sinistra, per disorientare Foreman. Questa tattica sorprese Foreman, permettendo ad Ali di colpirlo duramente diverse volte, ma senza danneggiarlo seriamente.

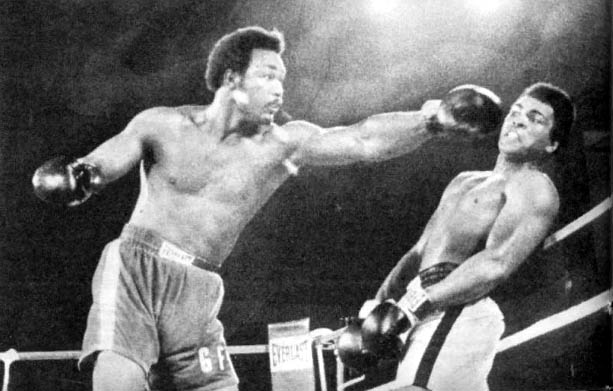
Foreman sferra un colpo ad Ali

Prima della fine del primo round, Foreman si riprese e cominciò ad assestare alcuni micidiali colpi ad Ali. Foreman era abile a impedire la fuga dell'avversario verso l'esterno del ring: Ali capì che se avesse continuato a tentare di colpire ed allontanarsi si sarebbe stancato ben prima dell'avversario per cui dovette cambiare tattica.

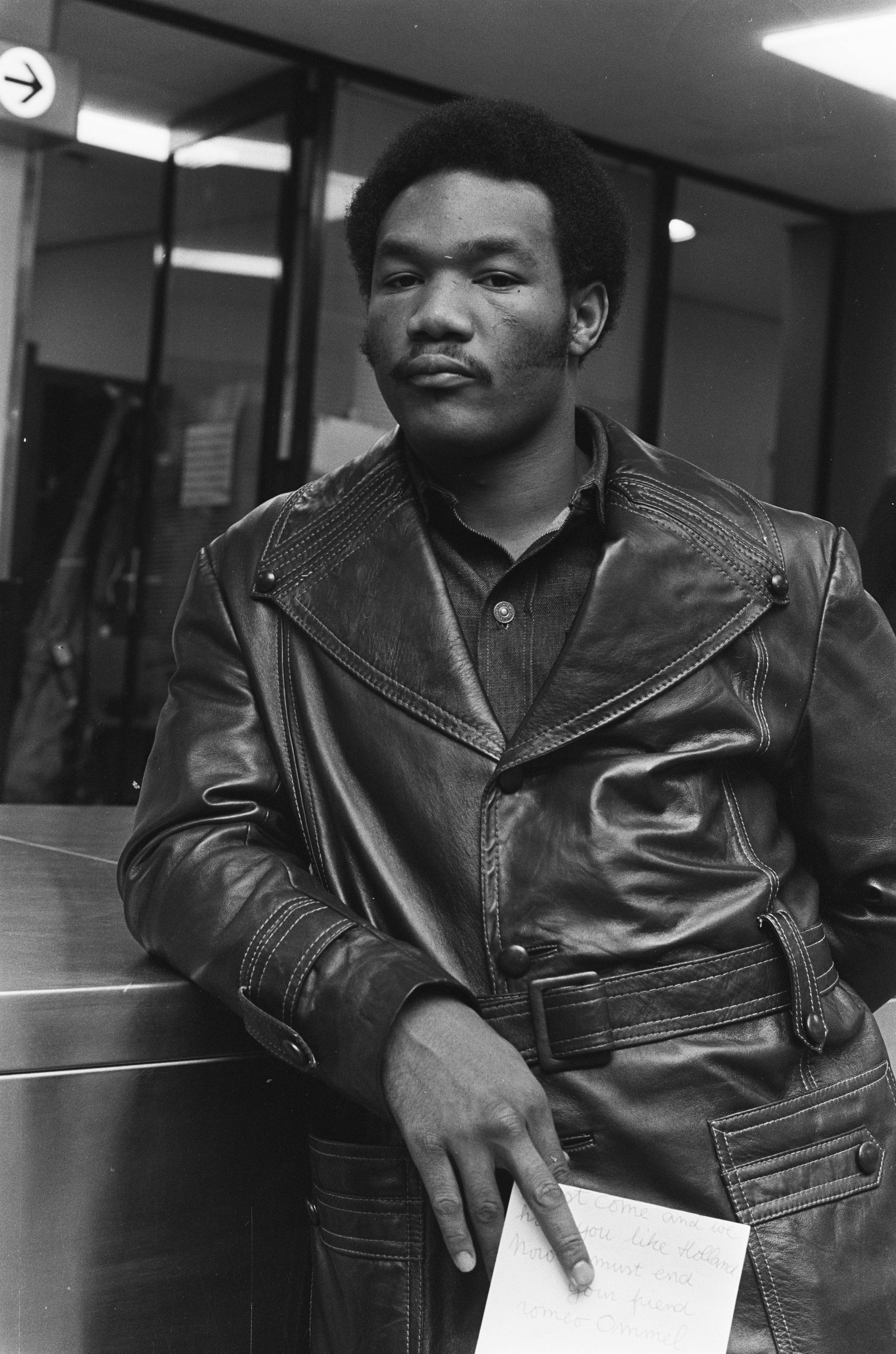
George Foreman nel 1973

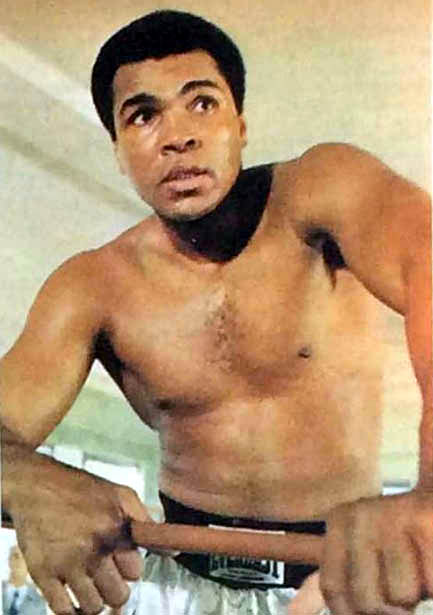
Muhammad Ali nel 1976

Ali aveva avvisato il suo allenatore Angelo Dundee che aveva un "piano segreto" per l'incontro. A partire dal secondo round, si avvicinò alle corde, appoggiandosi al bordo del ring e opponendo resistenza minima ai colpi di Foreman. Smise di tentare di colpire l'avversario. Questa strategia passiva fu in seguito denominata da Ali rope-a-dope.
Foreman continuò a colpire con forza, nel terribile calore della mattina africana: Ali si limitava a schivare quando possibile, o a bloccare i colpi rendendoli innocui facendo sprecare energie all'avversario.
Ali opponeva poca resistenza, e cominciò ad assestare colpi diretti e precisi al viso di Foreman. I colpi erano più leggeri di quelli dell'avversario, ma il volto di Foreman in breve cominciò a mostrare i segni dei pugni di Ali.

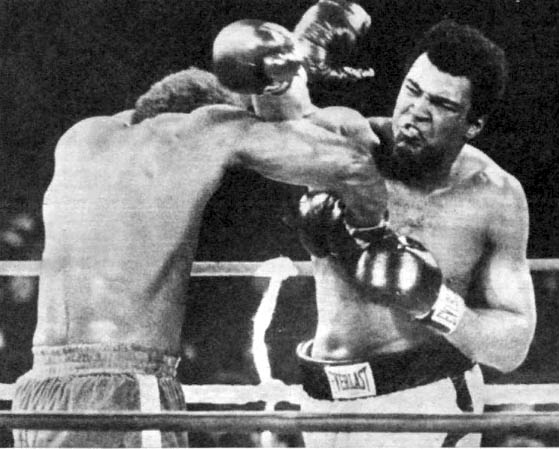
Ali colpisce Foreman

Durante gli scontri diretti, quando i due combattenti si trovavano corpo a corpo, Ali si appoggiava all'avversario con tutto il suo peso, oppure cercava di tenergli abbassata la testa colpendo sul collo: questa mossa disorientava l'avversario, e potenziava l'effetto dei pugni sulla testa aumentando le possibilità di un knock out.
Ali inoltre durante gli "agganci" provocava continuamente Foreman, sfidandolo a dare pugni più forti, cosa che faceva imbestialire Foreman che accecato dalla rabbia metteva più energia nei colpi.
Dopo alcuni round, Foreman cominciò ad apparire stanco. Il volto era tumefatto dai rapidi pugni diretti e incrociati di Ali, e Foreman appariva sempre più lento e provato. Foreman all'inizio del quarto round cominciò a barcollare dopo una raffica di colpi subiti, e ancora alla fine del quinto round subì una scarica che lo rese incerto sulle gambe nonostante sembrasse che si fosse ripreso in quel round.
Al sesto round Foreman appariva molto stanco. Ali continuò a provocare l'avversario, con frasi come: «è questo tutto quello che sai fare?», «mi hanno detto che sai dare pugni, George!» o «mi hanno detto che potevi colpire come Joe Louis».
All'ottavo round, Ali assestò il colpo finale, un gancio sinistro che alzò la testa di Foreman abbastanza per permettergli di tirare un micidiale diretto al viso.
Foreman si immobilizzò, barcollò attraverso mezzo ring e infine si accasciò a terra di schiena.
Foreman si alzò quando l'arbitrò Zack Clayton arrivò a "9", secondo quanto affermato da Bert Sugar della ESPN Classics e secondo quanto compare dalle pellicole dell'incontro, ma l'arbitro terminò il conteggio fino al "10". Foreman in seguito affermò che la ragione per cui ci volle così tanto tempo per alzarsi era legata al fatto che stava aspettando un segnale dal suo allenatore, che arrivò troppo tardi.
L'incontro è considerato una delle più grandi dimostrazioni di strategia e di esecuzione tecnica mai viste in uno scontro di pesi massimi.
Ali, secondo quanto riferisce nella sua biografia "The Greatest" scritta in collaborazione con Richard Durham, comprese all'inizio dell'incontro che avrebbe potuto smorzare la potenza del campione ammortizzando i suoi pugni mentre era alle corde, giungendo così a superare i primi furiosi round, soprattutto il terzo, che sino ad allora nessun avversario di "Big George" Foreman era riuscito a superare.
Lo scontro mise in evidenza la grande capacità di incassatore di Ali e segnò un drastico cambio nello stile di combattimento del pugile: la precedente agilità impareggiabile e la grande mobilità vennero sostituite dalla tattica più passiva del "rope-a-dope".
Nell'incontro Ali mise in mostra una resistenza fisica mai vista, resistendo alle centinaia di colpi di Foreman, di cui molti a segno nella zona dei reni e alla testa, senza apparente effetto.

### Conseguenze

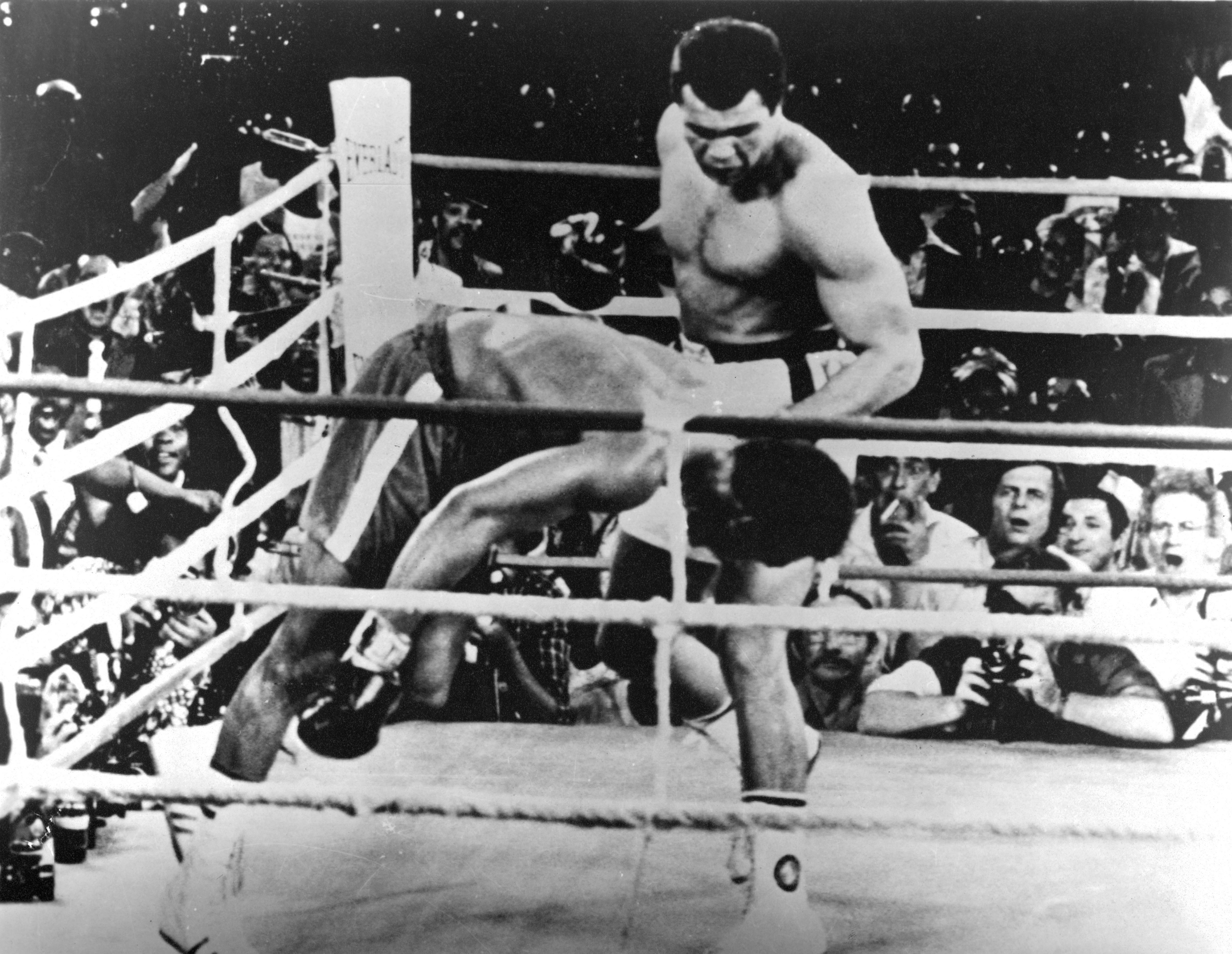
Il momento del KO di Foreman

Foreman accusò gli allenatori di Ali di aver allentato le corde per favorire il loro campione; in seguito chiese scusa per questi ed altri commenti del dopo-incontro.
Foreman accampò anche numerose scuse nel corso degli anni per spiegare la sconfitta, arrivando ad affermare nella sua autobiografia God in My Corner di essere stato indebolito da una droga messa nell'acqua che "sapeva di medicina".
Solo molti anni dopo, e in seguito ad un radicale cambiamento del suo stile e della sua concezione di vita, egli riuscì ad ammettere che "almeno per quella serata, Alì era stato l'atleta migliore".
Foreman e Ali divennero amici dopo lo scontro. Alla consegna dei Premi Oscar dove Ali venne premiato per When We Were Kings, un documentario sull'incontro in Zaire, il campione ebbe difficoltà a salire sul palco per via della malattia di Parkinson. Venne aiutato a salire i gradini da Foreman.

## Zaire '74
Al "Rumble in the Jungle" si deve anche una delle più grandi manifestazioni musicali della storia dell'Africa. L'evento fu organizzato per volere del presidente Mobutu, che aveva deciso di sfruttare la risonanza internazionale dell'incontro di Ali e Foreman per celebrare ufficialmente la nuova costituzione dello Zaire di fronte agli occhi del mondo. Questa celebrazione avrebbe avuto la forma di un grande concerto, chiamato Zaire '74, che si sarebbe dovuto tenere immediatamente prima del Rumble. A partecipare all'evento furono chiamati stelle della musica di livello mondiale, come B.B. King e James Brown, celebri artisti africani come Manu Dibango e Miriam Makeba, e diverse orchestre di soukous dello Zaire (OK Jazz, Zaïko Langa Langa, gli Stukas e altri).
Quando Foreman si ferì, era ormai impossibile rimandare questo grande concerto, che si tenne comunque, disertato però dagli spettatori stranieri, che avrebbero dovuto costituire la maggioranza del pubblico. Temendo l'umiliazione che sarebbe seguita al fallimento della celebrazione, Mobutu decise di rendere gratuito l'ingresso; di conseguenza, la popolazione di Kinshasa e dintorni affluì in massa, dando vita a una delle più grandi manifestazioni musicali mai tenutesi in Africa.

## Influenze culturali
- Lo scontro e gli eventi correlati vennero raccontati nel documentario Quando eravamo re, vincitore di un Academy Award. Nel film biografico Alì (2002), lo scontro è il punto centrale del film.
- L'accappatoio indossato da Muhammad Ali prima dell'incontro è esposto presso il National Museum of American History allo Smithsonian Institution, insieme a un paio di guantoni da lui usati durante l'allenamento per il match.[18]
- Norman Mailer ha scritto un libro intitolato The Fight riguardo al match Foreman vs. Ali, descrivendo gli eventi e contestualizzandoli nella sua visione della società afroamericana. Inoltre, è a lungo intervistato nel premiato documentario sopracitato.
- Muhammad Ali conquistò la simpatia del pubblico zairese: durante lo scontro il pubblico cantava «Ali bomaye!», che significa «Ali, uccidilo!».[12] Il coro è diventato un canto popolare.[19]
- Il cantante inglese Johnny Wakelin scrisse e pubblicò una canzone In Zaire, che parlava dell'incontro: sul finale, il canto «Ali bomaye!» si sovrapponeva alla musica etno-rock dell'artista. La canzone ebbe grande successo nel 1975, diventando un classico del genere.
- Nel film Rocky III (1982), Rocky usa la strategia del "rope-a-dope" nello scontro con Clubber Lang (Mr. T), ispirato proprio a George Foreman.
- Il wrestler giapponese Shinsuke Nakamura ha chiamato la propria finisher Bomaye, ricordando il canto del pubblico per Ali. Una volta arrivato in WWE, a causa delle regole del TV-PG ha dovuto cambiare nome alla mossa, rinominandola Kinshasa, che è appunto la città dove si è svolto l'incontro.
- Nel film Creed II (2018), il procuratore americano Buddy Marcelle menziona lo storico match di Kinshasa per convincere Adonis Creed ad accettare la sfida contro Viktor Drago.

## Curiosità
In Italia l'incontro fu trasmesso in diretta da Tele Capodistria. Il telecronista, però, non fu lo "storico" Bruno Petrali, ma  il suo assistente Sandro Damiani. Il match fu disputato mentre in Italia era notte inoltrata e la Rai, che all'epoca interrompeva le trasmissioni alle 22:45 per le norme legate all'Austerity, poté trasmetterlo solamente la sera successiva.

## Premi e riconoscimenti
- Nel 2002 l'incontro è stato inserito al settimo posto dalla classifica di Channel 4 "i 100 più grandi momenti dello sport".